# Campionati internazionali Rugby Europe 2020-2021
I campionati internazionali Rugby Europe 2020-21 (in inglese 2020-21 Rugby Europe International Championships) furono la 5ª edizione dei Campionati internazionali Rugby Europe, la 50ª edizione del torneo internazionale organizzato da FIRA-AER/Rugby Europe) nonché il 50º campionato europeo di rugby a 15.
Si tenne dal 6 marzo 2021 al 18 dicembre 2021 tra 6 squadre che si affrontarono con la formula del girone unico con gare di sola andata.
Per via delle limitazioni di movimento imposte quale contrasto alla pandemia di COVID-19, si tenne solo la divisione superiore, che funse anche da primo turno di qualificazione europea alla Coppa del Mondo di rugby 2023.
In tale edizione di torneo vide la luce anche la Coppa Kiselëv, trofeo creato dalla federazione russa per omaggiare la memoria di Pavel Dmitrievič Kiselëv, dignitario zarista del XIX secolo che governò Moldavia e Valacchia promuovendone l'unificazione e la prima costituzione e messo annualmente in palio negli incontri con la Romania.
Fu proprio la Russia, vincendo 18-13 nella prima giornata di torneo, ad aggiudicarsi l'edizione inaugurale del trofeo.
Campione si laureò, per la tredicesima volta, la Georgia, che si aggiudicò anche la Coppa Antim nell'incontro annuale con la Romania, giunta seconda.
Ai fini della qualificazione alla Coppa del Mondo, i punti ottenuti da ciascuna squadra nella stagione 2020-21 vanno sommati a quelli conseguiti nella stagione seguente; le due squadre a miglior punteggio complessivo sono qualificate.
Il valore delle marcature, come stabilito da World Rugby nel 2017, è: 5 punti per ciascuna meta (7 se trasformata), 7 punti per la meta tecnica, 3 punti per la realizzazione di ciascun calcio piazzato, idem per il drop.

## Formula
Le sei squadre si incontrarono con la formula del girone all'italiana in gare di sola andata.
Avendo la pandemia di COVID-19 causato lo slittamento dell'edizione precedente fino alla prima settimana di febbraio 2021, il campionato 2020-21 partì con un mese di ritardo rispetto alla consueta finestra di inizio febbraio in contemporanea con il Sei Nazioni.
Il calendario 2020-21 fu stilato senza conoscere la definitiva composizione del torneo perché doveva essere, all'epoca, ancora disputato il play-out tra Belgio ultimo classificato della prima divisione, e i Paesi Bassi vincitori del Trofeo 2019-20; per tale ragione le partite riguardanti una o l'altra di tali due squadre furono messe in calendario dopo la disputa dello spareggio, che fu vinto dagli olandesi.
Si tenne solo il Campionato (la prima divisione), mentre la disputa delle altre divisioni fu rinviata.
In ragione di ciò non furono neppure previste retrocessioni.
Ai fini della determinazione della classifica finale fu adottato il sistema dell'Emisfero Sud (4 punti per la vittoria, 2 per il pari e zero per la sconfitta) con una variante per il bonus: fatto salvo quello difensivo di un punto per la sconfitta pari o inferiore a sette punti, quello offensivo premiò con un punto supplementare la squadra che marcasse tre mete più dell'avversaria (e non più una o entrambe che marcassero almeno quattro mete nell'incontro); fu previsto inoltre un punto supplementare per la squadra che eventualmente vincesse tutti gli incontri al fine di assicurare la vittoria finale all'autore del Grande Slam.

## Squadre partecipanti
- Georgia
- Paesi Bassi
- Portogallo
- Romania
- Russia
- Spagna

## Risultati
| Arbitro: | Shota Tevzadze |

|                                    |      |                 |
|                                    | mt   | 7’ Antonescu    |
|                                    | tr   | 7’ Vlaicu       |
| Gajsin 2’, 24’, 45’, 57’, 64’, 72’ | c.p. | 21’, 76’ Vlaicu |

| Arbitro: | Gianluca Gnecchi |

|                      |      |                                                                             |
| Marta 39’            | mt   | 18’ Modebadze 29’ Bregvadze 50’ Melikidze 66’ Kharaishvili 80+5’ Jalaghonia |
| Marques 39’          | tr   | 50’, 80+5’ Matiashvili                                                      |
| Marques 5’, 14’, 44’ | c.p. |                                                                             |

| Arbitro: | Luc Ramos |

|                                    |      |                                  |
| Antunes 10’ Portela 34’ Storti 66’ | mt   | 49’ Savin 74’ Onuțu 79’ Cojocaru |
| Marques 10’, 34’, 66’              | tr   | 74’, 79’ Melinte                 |
| Marques 17’, 60’                   | c.p. | 4’, 21’, 29’ Vlaicu              |

| Arbitro: | Pierre Brousset |

|                                    |      |                                            |
| Linklater 4’                       | mt   | 3’ Jalaghonia 48’ Tabutsadze 67’ Bregvadze |
| Güemes 4’                          | tr   | 3’, 67’ Abzhandadze                        |
| Güemes 40’, 47’ Linklater 64’, 69’ | c.p. | 14’, 61’ Abzhandadze                       |

| Arbitro: | Andrea Piardi |

|                 |      |                                                |
|                 | mt   | 29’ Tabutsadze 39’ Abzhandadze 60’ Niniashvili |
|                 | tr   | 60’ Abzhandadze                                |
| Gajsin 38’, 48’ | c.p. | 3’, 21’ Abzhandadze                            |

| Arbitro: | Nika Amashukeli |

|                           |      |                    |
| Căpățână 60’ Melinte 79’  | mt   | 42’ Rouet          |
|                           | tr   | 42’ Ordas          |
| Vlaicu 25’, 40’, 47’, 52’ | c.p. | 8’, 34’, 77’ Ordas |

| Arbitro: | Ludovic Cayre |

|                                                                       |      |                                                   |
| Simões 28’ Portela 39’ Marta 47’ Storti 59’ Marques 77’ Fernandes 80’ | mt   | 6’ Pinto Ferrer 16’ Rouet 36’ Linklater 80’ Ordas |
| Marques 28’, 39’, 47’, 59’, 77’                                       | tr   | 6’, 16’, 36’, 80’ Ordas                           |
| Marques 71’                                                           | c.p. |                                                   |

| Arbitro: | Paulo Duarte |

|                                           |      |                        |
| tecnica 10’ Gigashvili 51’ Tabutsadze 70’ | mt   | 21’ Gorin 61’ Căpățână |
| Abzhandadze 51’                           | tr   | 21’ Plai 61’ Vlaicu    |
| Abzhandadze 20’, 40’                      | c.p. | 44’ Vlaicu             |
| Babunashvili 80’                          | drop |                        |

| Arbitro: | Alexandru Ionescu |

|                                                                                              |      |                     |
| Niniashvili 10’, 72’, 79’ Tabutsadze 25’, 65’ Lobzhanidze 37’ Gogichashvili 54’ Javakhia 60’ | mt   | 35’ Hop 75’ v. Dijk |
| Abzhandadze 54’                                                                              | tr   | 75’ Wierenga        |
| Babunashvili 61’, 66’, 73’                                                                   | c.p. | 16’ Rademaker       |

| Arbitro: | Aled Evans |

|                                          |    |                                                              |
| Wierenga 37’ Campbell 54’, 80+4’ Hop 65’ | mt | 2’ Tadjer 12’, 14’, 60’, 75’, 80’ Storti 37’, 50’, 67’ Marta |
| Weersma 37’, 54’, 65’, 80+4’             | tr | 2’, 12’, 14’, 37’, 50’, 60’, 67’, 75’ Marques                |

| Arbitro: | Ben Blain |

|                                    |      |                                                                     |
| Gresev 29’ Silenko 38±59 Syčëv 77’ | mt   | 7’ Appleton 15’ Granate 45’ Lima 56’ Simões 61’ tecnica 67’ Portela |
| Kušnarëv 29’, 38’, 77’             | tr   | 7’, 15’, 45’, 67’ Marques                                           |
|                                    | c.p. | 3’, 32’, 50’ Marques                                                |

| Arbitro: | Keith Allen |

|                 |      |                                                           |
| v.d. Avoird 58’ | mt   | 8’ Živatov 28’ Brocas 43’ Karzanov 51’ Morozov 54’ Ivanov |
|                 | tr   | 8’, 28’, 43’, 51’, 54’ Gajsin                             |
| Weersma 40+2’   | c.p. |                                                           |

| Arbitro: | Peter Martin |

|                                                                                |      |                             |
| Simionescu 10’ Dumitru 19’, 48’, 56’ Cojocaru 29’, 43’ Vaovasa 31’ Bărdașu 80’ | mt   | 25’ Bloemen 71’ v.d. Avoird |
| Melinte 10’, 19’, 29’, 31’, 43’, 48’, 56’, 80’                                 | tr   | 26’ v. Oord                 |
|                                                                                | c.p. | 35’ v. Oord                 |

| Arbitro: | Ben Breakspear |

|                                                                            |      |                        |
| Pinto Ferrer 7’ Gimeno 23’ Mora 35’, 44’ Perrin 62’ Losada 67’ Aboitiz 73’ | mt   | 47’ Uzonov 65’ Kononov |
| Güemes 7’, 23’, 35’, 44’                                                   | tr   | 65’ Golov              |
| Ordas 63’, 68’, 73’                                                        | c.p. |                        |

| Arbitro: | Eoghan Cross |

|                |    |                                                                                            |
| v.d. Avoird 4’ | mt | 17’ Gimeno 20’ Rouet 31’, 56’ Bell 54’ Pinto Ferrer 64’ v.d. Berg 71’ Minguillon 78’ Jorba |
| Mistou 4’      | tr | 17’, 20’, 31’, 54’, 64’ Rouet 78’ Munilla                                                  |

### Classifica
| Pos | Squadra     | G | V | N | P | PF  | PS  | DP   | BMP | Pt |
| --- | ----------- | - | - | - | - | --- | --- | ---- | --- | -- |
| 1   | Georgia     | 5 | 5 | 0 | 0 | 153 | 73  | +80  | 4   | 24 |
| 2   | Romania     | 5 | 3 | 0 | 2 | 136 | 104 | +32  | 2   | 14 |
| 3   | Portogallo  | 5 | 3 | 0 | 2 | 196 | 139 | +57  | 2   | 14 |
| 4   | Spagna      | 5 | 2 | 0 | 3 | 164 | 109 | +55  | 4   | 12 |
| 5   | Russia      | 5 | 2 | 0 | 3 | 97  | 142 | −45  | 1   | 9  |
| 6   | Paesi Bassi | 5 | 0 | 0 | 5 | 73  | 252 | −179 | 0   | 0  |